# Amegilla hackeri
Amegilla hackeri är en biart som först beskrevs av Rayment 1947.  Amegilla hackeri ingår i släktet Amegilla och familjen långtungebin. Inga underarter finns listade i Catalogue of Life.